# 保利塞亚
保利塞亚是巴西圣保罗州的一个市镇。总面积373.891平方公里，总人口5501人，人口密度14.7人/平方公里。